# 無終國
無終國，是存在于周代时期位於燕山地区的一个小国。由山戎建立。古代中原人又稱其为無終氏，被认为起于燕北，与被中国史书统称为戎的犬戎、西戎的居住方位有所不同。

## 概述
無終國曾经一度强大，势力范围在战国时期的燕国、赵国及齐国之间。时常骚扰燕国，并于周平王东迁后第65年（约公元前705年），越过燕国攻打被认为一度很强盛的齐国。公元前664年（周惠王13年）山戎再次出兵伐燕国，燕向齐国求援，齐桓公为救燕出兵伐山戎后
齐燕联军继续北征，攻克山戎国城无终山（今河北迁安县燕山一带），但山戎王逃亡到孤竹国（孤竹国原为商王族旁支墨胎氏氏族），齐燕联军最终“北伐山戎，刜令支，斩孤竹而南归”，
四年后（公元前660年），齐桓公又率领军队“北举事于孤竹、离支（令支）”，彻底征服了山戎。山戎融入了燕地民眾之中，一部分可能融入北方的東胡。

## 歸屬
曾经被認為是存在于燕山的游牧民族，與後世的匈奴相提並論，但據研究指出，夏家店上層文化是屬山戎的遗存，而夏家店上層文化是一種半農半牧經濟所支持的定居文化，根據大山前遺址所獲的162塊可鉴定動物骨骼中，豬占59.9%，狗12.96%、牛12.96%、羊11.73%，馬和馬鹿各一例。可見山戎的畜牧業並不是很發達，並非遊牧文化。該文化已知騎馬术並已掌握馬車。又指出從新石器時代到春戰之際生活在北方長城地帶的是均屬高顱的居民，和均以低顱為特征的漢代匈奴和鮮卑顯屬不同的種系。也有研究指出晚商以前北方地區皆為華夏族群的活動地域，所謂『戎狄』族群是下一歷史階段里從華夏族群中分裂出去的一部分，因此，華夏與戎狄在血緣上本亦同源。

## 地理位置
据《汉书·地理志》记载，无终国在今辽西到天津蓟县一带。